# Débit binaire
Pour les articles homonymes, voir bps et débit.
| Système international (SI) | Système international (SI) | Système international (SI) |
| Unité                      | Notation                   | Valeur                     |
| -------------------------- | -------------------------- | -------------------------- |
| bit par seconde            | bit/s ou b/s ou bps        | 1 bit/s                    |
| kilobit par seconde        | kbit/s ou kb/s             | 103 bit/s                  |
| mégabit par seconde        | Mbit/s ou Mb/s             | 106 bit/s                  |
| gigabit par seconde        | Gbit/s ou Gb/s             | 109 bit/s                  |
| térabit par seconde        | Tbit/s ou Tb/s             | 1012 bit/s                 |
| pétabit par seconde        | Pbit/s                     | 1015 bit/s                 |
| exabit par seconde         | Ebit/s                     | 1018 bit/s                 |
| zettabit par seconde       | Zbit/s                     | 1021 bit/s                 |
| yottabit par seconde       | Ybit/s                     | 1024 bit/s                 |

Le débit binaire est une mesure de la quantité de données numériques transmises par unité de temps. Selon ses définitions normatives, il s'exprime en bits par seconde (bit/s, b/s ou bps) ou un de ses multiples en employant les préfixes du Système international (SI) : kb/s (kilobits par seconde), Mb/s (mégabits par seconde) et ainsi de suite.
Dans le domaine de l'informatique, le débit est parfois exprimé en octets par seconde. Un octet équivaut à 8 bits, nombre de bits correspondant aux premières et aux plus simples des machines, et permettant de transmettre un caractère alphanumérique. On trouve aussi bien des notations ko/s (kilooctet par seconde) ou Mo/s que Bps (byte per second). Les notices anglophones abrègent byte en B majuscule pour le différencier du b de bit. Le byte est, en informatique, la plus petite unité adressable d'un ordinateur ; mais dans le domaine des télécommunications, le byte est toujours un octet,.

## Utilisation
Le débit binaire en « bit par seconde » est principalement utilisé en informatique et dans les télécommunications, la terminologie anglaise « bit rate » (ou « bitrate ») est fréquente.
Ses principaux multiples sont :
- le kilobit par seconde (symbole kbit/s) équivalent à 1 000 bit/s ;
- le mégabit par seconde (symbole Mbit/s) équivalent à 1 000 kbit/s ;
- le gigabit par seconde (symbole Gbit/s) équivalent à 1 000 Mbit/s ;

Quand le débit est exprimé en octets par seconde, on utilise parfois implicitement des puissances de 1 024. Donc 1 ko/s peut représenter 1 024 o/s au lieu de 1 000 o/s. L'écriture correcte, selon par la norme IEC 60027-2, serait d'employer un préfixe binaire, par exemple 1 Kio/s. Certains logiciels récents comme KTorrent utilisent cette notation.

## Bande passante et bauds
Il est courant d'utiliser le terme bande passante pour désigner le débit d'informations maximal, bien que cet emploi soit impropre. L'origine du terme est une analogie avec la bande passante en électronique. Dans ce contexte, la bande passante d'un câble est la différence entre les fréquences extrêmes qu'un signal modulé peut y prendre sans trop perdre en qualité, exprimée en unité multiple du hertz. Claude Shannon et autres ont établi un modèle mathématique simple qui montre qu'avec un signal numérique, le débit maximal de la voie est égal au produit de la bande passante par le logarithme en base deux du nombre de niveaux qu'on peut distinguer dans la voie avec une probabilité d'erreur raisonnable. La fabrication de modems et autres dispositifs de transmission numérique a encore distendu le rapport entre bande passante et débit numérique.
Pour tirer le meilleur parti de la voie de transmission, bande passante et bruit de fond, le protocole de communication ajoute presque toujours à la donnée utile des informations auxiliaires à la transmission. Ces informations comportent presque toujours des signaux de synchronisation et des informations redondantes, déduites des données utiles, qui permettent la détection et la correction des erreurs, somme de contrôle et contrôle de redondance cyclique. Ces informations redondantes dépendent d'une stratégie de transmission, notamment du traitement des erreurs. Elles sont variables d'un protocole à l'autre. Les réseaux peuvent en outre passer des informations d'adresse et de routage, de format du paquet, de statut et de priorité des données. Toutes ces données auxiliaires doivent transiter sur la voie de transmission. Elles ne sont pas transmises aux parties qui doivent communiquer à travers la voie.
Dans le contexte de la conception des voies de transmission, on différencie le débit binaire brut, en bits par seconde et le débit binaire équivalent en bits/s ou débit d'information, en octets par seconde. Le débit binaire est celui de la voie, y compris toutes les informations auxiliaires.
Le débit d'information est inférieur ou égal au débit binaire si la voie de transmission n'effectue aucune compression de données. Seules les données utiles comptent pour caractériser la voie de transmission du point de vue de ses utilisateurs. Le débit brut ne concerne que leur conception.

### Rapidité de modulation
On exprime parfois le débit binaire brut en bauds (ou symboles par seconde). Le baud est l'unité de rapidité de modulation dans les transmissions, égale à l'inverse de la durée du plus petit élément de signal (le symbole) dans le canal de transmission.

Le débit binaire brut (bits par seconde) est le produit de la rapidité de modulation (bauds) par le logarithme en base 2 du nombre d'états possibles de l'élément de signal.
Un baud équivaut à un bit par seconde si la plus fine tranche temporelle possible du signal transmet un bit. Ce n'est pas le cas si la transmission distingue plus de deux niveaux, et notamment ce n'est pas le cas en général quand un modem effectue l'encodage.
Dans la modulation d'amplitude en quadrature numérique 16QAM, chaque élément de signal peut avoir 16 états différents, correspondant à 4 niveaux d'amplitude pour chacune des deux porteuses de même fréquence en quadrature de phase. Si la rapidité de modulation est de 1 Mbauds (un million de bauds), le débit numérique brut est de log2(16) × 1 Mbauds = 4 Mbit/s.

### Débit d'information
Le débit binaire net de la couche physique, débit d'information, débit binaire utile, payload rate, débit net de transfert de données, débit de transmission codé, débit effectif de données ou wirespeed (en) (langage informel) d'un canal de communication numérique est la capacité à l'exclusion de la surcharge protocolaire de la couche physique, par exemple, les bits de trame (en) du multiplexage temporel (TDM), les codes redondants d'un code correcteur d'erreur directe (FEC), les symboles d'entraînement de l'égaliseur et autres codages de canal. Les codes de correction d'erreurs sont courants, notamment dans les systèmes de communication sans fil, les normes de modem à large bande et les réseaux locaux modernes à haut débit sur cuivre. Le débit binaire net de la couche physique est le débit de données mesuré à un point de référence dans l'interface entre la couche de liaison de données et la couche physique, et peut donc inclure la liaison de données et la surcharge de la couche supérieure.
Dans les modems et les systèmes sans fil, l'adaptation de la liaison (adaptation automatique du débit de données et du schéma de modulation et/ou de codage des erreurs à la qualité du signal) est souvent appliquée. Dans ce contexte, le terme débit de pointe désigne le débit net du mode de transmission le plus rapide et le moins robuste, utilisé par exemple lorsque la distance est très courte entre l'expéditeur et l'émetteur. Certains systèmes d'exploitation et équipements réseau peuvent détecter la "vitesse de connexion" (langage informel) d'une technologie d'accès au réseau ou d'un dispositif de communication, impliquant le débit binaire net actuel. Notez que le terme débit de ligne est défini dans certains manuels comme le débit binaire brut, dans d'autres comme le débit binaire net.
La relation entre le débit binaire brut et le débit binaire net est affectée par le débit de code FEC selon ce qui suit.
Débit binaire net ≤ Débit binaire brut - débit de code.
La vitesse de connexion d'une technologie qui implique une correction d'erreur directe fait généralement référence au débit binaire net de la couche physique conformément à la définition ci-dessus.
Par exemple, le débit binaire net (et donc la " vitesse de connexion ") d'un réseau sans fil IEEE 802.11a est le débit net compris entre 6 et 54 Mbit/s, tandis que le débit brut est compris entre 12 et 72 Mbit/s, codes de correction d'erreurs compris.
Le débit net de la liaison Basic Rate Interface RNIS2 (2 canaux B + 1 canal D) de 64 + 64 + 16 = 144 kbit/s fait également référence aux débits de données utiles, tandis que le débit de signalisation du canal D est de 16 kbit/s.
Le débit net de la couche physique de la norme Ethernet 100Base-TX est de 100 Mbit/s, tandis que le débit brut est de 125 Mbit/s, en raison du codage 4B5B (quatre bits sur cinq bits). Dans ce cas, le débit binaire brut est égal au débit de symboles ou d'impulsions de 125 mégabauds, en raison du code en ligne NRZI.
Dans les technologies de communication sans correction d'erreur directe et autres surcharges de protocole de couche physique, il n'y a pas de distinction entre le débit binaire brut et le débit binaire net de la couche physique. Par exemple, le débit binaire net et brut d'Ethernet 10Base-T est de 10 Mbit/s. En raison du codage en ligne Manchester, chaque bit est représenté par deux impulsions, ce qui donne un débit de 20 mégabauds.
La "vitesse de connexion" d'un modem en bande vocale V.92 se réfère généralement au débit binaire brut, puisqu'il n'y a pas de code de correction d'erreurs supplémentaire. Elle  peut atteindre 56 kbit/s  en débit descendant et 48 kbit/s en débit montant. Un débit inférieur peut être choisi pendant la phase d'établissement de la connexion en raison d'une modulation adaptative plus lente mais des schémas de modulation plus robustes sont choisis en cas de mauvais rapport signal/bruit. En raison de la compression des données, le taux réel de transmission des données ou le débit (voir ci-dessous) peut être plus élevé.
La capacité du canal, également connue sous le nom de capacité de Shannon, est une limite supérieure théorique pour le débit binaire net maximal, à l'exclusion du codage de correction d'erreur avant, qui est possible sans erreurs binaires pour une certaine liaison de communication physique analogique de nœud à nœud.
débit binaire net ≤ capacité du canal
La capacité du canal est proportionnelle à la bande passante analogique en hertz. Cette proportionnalité est appelée loi de Hartley. Par conséquent, le débit net est parfois appelé capacité de la bande passante numérique (en) en bit/s.

### Mesure
Une évaluation de la vitesse de transmission effective d'une connexion Internet peut être effectuée en mesurant le temps de téléchargement d'un fichier de taille connue en bits. Cela permet de comparer le quotient de cette taille par le temps nécessaire en secondes avec les capacités théoriques du réseau d'après le contrat de service établi avec le fournisseur d'accès à Internet.
Des sites web spécialisés automatisent  cette méthode à partir de serveurs web dédiés (tests de débit).

## Exemples
On peut décrire la vitesse de transfert d'un modem, et le standard V.90 autorise des liaisons entre modems allant jusqu'à 56 kbit/s brut, sans prendre en compte les possibles compressions numériques.
Quelques exemples de débits par type d'interface ou par application:

### Par câble
- I2C 3.0 : 3,4 Mbit/s
- USB 1.1 : 12 Mbit/s
- USB 2.0 : 480 Mbit/s
- USB 3.0 : 5 Gbit/s
- USB 3.1 (Gen 2) : 10 Gbit/s
- Thunderbolt : 10 Gbit/s
- Thunderbolt 2 : 20 Gbit/s
- Thunderbolt 3 , Thunderbolt 4 : 40 Gbit/s
- FireWire : FireWire 400 : 400 Mbit/s, FireWire 800: 800 Mbit/s
- Serial ATA : Serial ATA: 1,5 Gbit/s, Serial ATA Revision 2.x: 3,0 Gbit/s, Serial ATA Revision 3.x: 6,0 Gbit/s
  - External Serial ATA (eSATA) : 3,0 Gbit/s
- ATA/ATAPI (IDE) : jusqu'à 1064 Mbit/s
- SCSI : entre 40 Mbit/s (SCSI-1) et jusqu'à 12 Gbit/s (SAS)

### Sans fils
- Sonde spatiale Mariner 4 (1964) : 8,3 bit/s
- GSM 2G : 9,6 kbit/s
- IrDA 1.0 (=Infra rouge) : 9,6 kbit/s jusqu'à 115 kbit/s
- IrDA 1.1 : 4 Mbit/s
- IrDA 1.3 : 16 Mbit/s
- GPRS : 115 kbit/s
- Sonde spatiale Mariner 10 (1973) : 100–150 kbit/s
- EDGE : 260 kbit/s en téléchargement et 220 kbit/s en Upload
- BGAN (Internet par Satellite) : env. 500 kbit/s
- DECT : env. 800 kbit/s
- UMTS (3GSM ou 3G) : 384 kbit/s, taux plus rapide (jusqu'à 42 Mbit/s) en HSDPA et HSPA+
- Digital Radio Mondiale : 11–26 kbit/s
- Diffusion multimédia numérique terrestre (T-DMB) : 1–2 Mbit/s
- Bluetooth v4.2 et v5 : 2 à 3 Mbit/s
- DVB-T : 2–3 Mbit/s (MPEG-2 Codage pour vidéo)
- DVB-C, DVB-S : 4–5 Mbit/s (MPEG-2 Codage pour vidéo)
- DVB-S2 : 5–8 Mbit/s (MPEG-4 Codage pour vidéo)
- WiMAX : 40–80 Mbit/s
- 4G et 4G+ (LTE et LTE Advanced) : 75–300 Mbit/s
- Wi-Fi : 11 Mbit/s à 1,3 Gbit/s (802.11ac)
- ZigBee : 250 kbit/s
- 5G : 1 Gbit/s (un gigabit par seconde)

### Réseau d'ordinateurs
- Attached Resource Computer NETwork : 2,5 Mbit/s, 20 Mbit/s
- Token Ring : 4 Mbit/s, 16 Mbit/s
- Ethernet : 10 Mbit/s
- Fast Ethernet : 100 Mbit/s
- Gigabit Ethernet : 1 Gbit/s
- CPL : 14 / 85 / 200 / 500 / 1000 Mbit/s
- Fibre Channel : 4 Gbit/s, 8 Gbit/s
- 10 Gigabit Ethernet : 10 Gbit/s
- InfiniBand : 60 Gbit/s (en connexion à 12 canaux)

### Internet
Accès à Internet :
- Modem : 56 kbit/s maximum ;
- ADSL : 13 Mbit/s en téléchargement et 256 kbit/s en upstream (DSL light), jusqu'à 25 Mbit/s en téléchargement et 1 Mbit/s en upstream (ADSL2+)
- VDSL : 25 Mbit/s, 52 Mbit/s et jusqu'à 100 Mbit/s downstream (VDSL2), et 5 Mbit/s jusqu'à 10 Mbit/s en upstream ;
- DOCSIS (câble coaxial) : de 100 Mbits/s à 1 Gbit/s en téléchargement pour Docsis 3.0[16], plus de 1 Gbit/s pour Docsis 3.1[17] ;
- FTTH : jusqu'à 10 Gbit/s en téléchargement.

### Signaux audio
- Code Morse : environ 40 bit/s (vitesse de perception humaine maximale) ;
- Conversation téléphonique (bande passante d'environ 3,1 kHz) : 64 kbit/s ;
- Fichier audio comprimé : entre 24 kbit/s (flux audio) et 9,8 Mbit/s ;
- CD audio : environ 1 411 kbit/s.

### Signaux vidéo
- 16 kbit/s – Qualité Visiophonie (minimum nécessaire pour une qualité acceptable via divers schémas de compression)
- 128–384 kbit/s – Visioconférence professionnelle via divers schémas de compression
- 1,5 Mbit/s max – Qualité VCD (Compression MPEG1)[18]
- 3,5 Mbit/s typ — Qualité SDTV (avec compression MPEG-2)
- 9,8 Mbit/s max – Qualité DVD (avec compression MPEG-2)[19]
- 8 à 15 Mbit/s typ – Qualité HD TV (avec compression MPEG-4 AVC)
- 19 Mbit/s approx — HDV 720p (avec compression MPEG-2)[20]
- 24 Mbit/s max — AVCHD (avec compression H.264/MPEG-4 AVC)[21]
- 25 Mbit/s approx — HDV 1080i (avec compression MPEG-2)[20]
- 29,4 Mbit/s max – HD DVD
- 40 Mbit/s max – Disque Blu-ray (avec compression MPEG-2, H.264/MPEG-4 AVC ou VC-1)[22]